# Черепанова, Ульяна Александровна
Ульяна Александровна Черепанова (25 мая 1991) — российская биатлонистка, чемпионка и призёр чемпионата России. Мастер спорта России по лыжным гонкам (2010) и биатлону (2013).

## Биография
Выпускница Югорского колледжа олимпийского резерва. До начала 2010-х годов выступала в лыжных гонках, позднее перешла в биатлон. Представляла Ханты-Мансийский АО и ЦСП Югры (г. Ханты-Мансийск), тренеры — Н. А. Русанов, В. П. Захаров, С. Н. Кичкирев.
В 2015 году стала чемпионкой России в гонке патрулей. В 2014 году завоевала серебряные медали чемпионата страны в командной гонке и бронзовые — в гонке патрулей.
Становилась призёром чемпионата Уральского федерального округа в масс-старте (2014).